# أكسل هايبيرغ
أكسل هايبيرغ هو قاضي ومحامي نرويجي، ولد في 1908، وتوفي في 1988.